# Old Monk

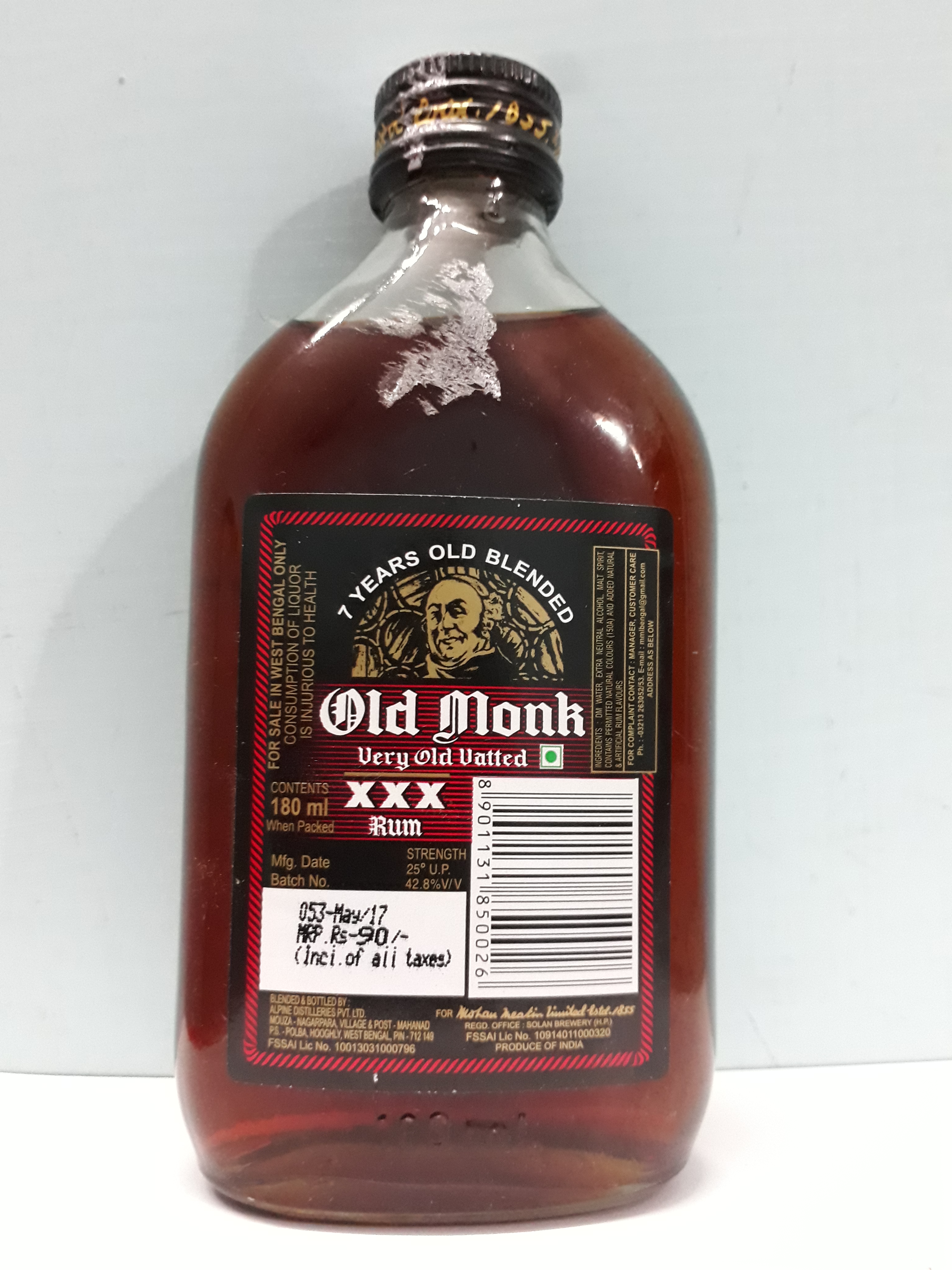
Old Monk XXX Rum

Old Monk ist ein Rum aus Indien, der im Allgemeinen sieben, im seltenen Falle auch zwölf Jahre gelagert wird. Es handelt sich um einen dunklen Rum mit 42,8 % Vol. Alkohol und einem an Schokolade erinnernden Geruch und Geschmack. Old Monk wird in Ghaziabad in Indien produziert.
Dieser Rum ist in allen Teilen Indiens erhältlich und findet nun Einzug in den deutschen Markt. Old Monk ist der drittmeist verkaufte Rum weltweit.
Old Monk wird in Flaschen zwischen 180 Milliliter („quarter“) und 1 Liter verkauft, wobei die 750-Milliliter-Flasche „khamba“ genannt wird, was so viel heißt, wie „ganze Flasche“.
Old Monk hat in der deutschen Barszene großes Interesse geweckt durch eine Version des Cocktails Hot Buttered Rum, in der dieser Rum Verwendung findet.